# Shaanxi Y-9
Shaanxi Y-9 – chiński samolot transportowy produkowany przez Shaanxi Aircraft Corporation.

## Historia

### Geneza
W latach 80. i 90. XX wieku największym chińskim samolotem transportowym była kopia radzieckiego transportowca An-12. Kilka gotowych maszyn i dokumentacje techniczną samolotu Chińczycy otrzymali na przełomie lat 50. i 60. ubiegłego wieku. W połowie lat 60. zapadła decyzja o bez licencyjnym skopiowaniu maszyny i budowie własnej wersji oznaczonej jako Y-8. Zbudowano około 100 maszyn tego typu. W pierwszej połowie lat 90. podjęto decyzję o unowocześnieniu maszyny, polegającym na zastosowaniu awioniki zachodnich producentów. Dalszy proces modernizacji doprowadził do budowy modelu oznaczonego jako Y-8F-600, w którym obok awioniki, zastosowano również importowane silniki Pratt & Whitney PW150B. Równolegle podjęto decyzję o budowie nowoczesnej maszyny transportowej, odpowiednika wersji Y-8F-600, w której importowane elementy, zastąpiono by systemami rodzimej produkcji.

### Projekt
Do napędu nowej konstrukcji wybrano zmodernizowaną w kraju kopię radzieckiego silnika AI-20, oznaczoną w Chinach jako WJ-6C. Silnik napędzał sześciołopatowe, kompozytowe śmigła JL-4. Wstępne oczekiwania wobec samolotu, zakładały możliwość transportu 98 spadochroniarzy, 20 ton ładunku w kontenerach lub 13,2 ton ładunku na paletach desantowych. W 2007 roku zaprezentowano publicznie model transportowca, oznaczonego jako Y-9. Według niepotwierdzonych informacji zmieniono wymagania stawiane nowej maszynie. Masę ładunku na paletach desantowych zwiększono do 20 ton oraz zwiększono liczbę przewożonych spadochroniarzy do 106. Pierwsze upublicznione zdjęcia gotowego samolotu prezentowały maszynę bardzo podobną do jednej z wersji Y-8, przeznaczonej do przenoszenia specjalnej aparatury rozpoznawczej. Obudowę tylego stanowiska strzeleckiego zastąpioną wydłużoną belką ogonową, zakończoną elipsoidalną osłoną. Na końcówkach stateczników poziomych zainstalowano niewielkie, dodatkowe, pionowe powierzchnię aerodynamiczne. Nie jest jasne ich przeznaczenie. Pierwotnie sądzono, iż mają one służyć poprawie stateczności samolotów wersji Y-8, nosicieli systemów wczesnego ostrzegania, zaopatrzonych w duże osłony radarów na kadłubie. Pomimo tego, iż prototyp Y-9 nie był nosicielem podobnych układów to zachowano owe dodatkowe elementy aerodynamiczne na sterach wysokości. Y-9 posiada tylną rampę ładunkową i ładownie o długości 16,2 m, szerokości 3,1 m i wysokości 2,5 m. W dolnej części dziobu samolotu znajduje się głowica optroniczna, ułatwiająca załodze wykonywanie manewru lądowania na lotniskach o ubogiej infrastrukturze oraz obserwacji terenu podczas lotów w nocy. Kabina załogi zbudowana została w układzie szklanego kokpitu, z wielofunkcyjnymi wyświetlaczami. Załoga składa się z czterech osób, dwóch pilotów, nawigatora i mechanika pełniącego równolegle funkcje osoby odpowiedzialnej za przewożony ładunek.

### Służba
Nowy samolot wzniósł się po raz pierwszy w powietrze 5 listopada 2010 roku. Prototyp oznaczony był numerem burtowym 741. Pierwsze zdjęcia w locie Y-9, ujawnione zostały dopiero dwa lata później, w 2012 roku. Nie jest znana całkowita liczna wyprodukowanych egzemplarzy. Pierwszą jednostką, do której trafiły transportowe Y-9 została 4. Dywizja Lotnictwa Transportowego Sił Powietrznych Chińskiej Armii Ludowo-Wyzwoleńczej.

## Wersje
Y-9 stał się podstawą do budowy wielu wyspecjalizowanych wersji samolotu. Wśród nich znalazła się wersja eksportowa oznaczona jako Y-9E. Ujawniona w 2019 roku wersja ewakuacji medycznej oznaczona jako Y-9YL. W 2014 roku zademonstrowano makietę samolotu oznaczonego jako Y-30. Miała by to być głęboko zmodernizowana wersja Y-9, zdolna do przewozu 30 ton ładunku, napędzana silnikami WJ-10, usterzeniem w kształcie litery T, nowym profilu skrzydła i zwiększonej średnicy kadłuba. Y-9 jest również nosicielem systemu wczesnego ostrzegania i kontroli przestrzeni powietrznej, tak zmodernizowana wersja oznaczona jest jako Shaanxi KJ-500.